# Michael Ehlers
Michael Ehlers (* Juni 1963) ist ein ehemaliger deutscher Squashspieler.

## Karriere
Michael Ehlers war ab den 1980er-Jahren als Squashspieler aktiv. Mit der deutschen Nationalmannschaft nahm er 1987 an der Weltmeisterschaft teil, die das Turnier auf dem 14. Platz abschloss. Er gehörte außerdem mehrfach zum deutschen Kader bei Europameisterschaften, so etwa 1983, 1986, 1987, 1988 und 1991. 1991 beendete er das Turnier mit der Mannschaft auf dem dritten Platz. 1986 wurde Ehlers Deutscher Meister. 1987 und 1988 gewann er mit dem DHSRC Hamburg zweimal in Folge den Titel der 1. Squash-Bundesliga und wiederholte diesen Erfolg noch fünf weitere Male, darunter zweimal mit den Boastars Kiel. Noch 2020 absolvierte er im Alter von 56 Jahren für Sportwerk Hamburg Walddörfer eine Partie in der Bundesliga und gewann diese auch.

## Erfolge
- Deutscher Meister: 1986